# 2007 في إسبانيا
فيما يلي قوائم الأحداث التي وقعت خلال عام 2007 في إسبانيا.

## أحداث
- 1 يناير – رالي كتالونيا 2007

## سياسة

### تعيين في المنصب
- 16 يونيو – كارلس بوتشدمون city councillor of Girona ‏.

## رياضة
- 1 يناير – بطولة أمم أوروبا لكرة السلة 2007 الفائز منتخب روسيا لكرة السلة.
- 1 يناير – بطولة العالم للدراجات على المضمار 2007
- 1 يناير – جائزة كتالونيا الكبرى للدراجات النارية 2007

## ظهور
- 1 يناير – بانغرا
- 1 يناير – ترسكل

## أفلام
من الأفلام التي صدرت هذه السنة في إسبانيا:
- 1 يناير – بعد 28 أسبوع من إخراج أندرو ماكدونالد (منتج أفلام)، خوان كارلوس فريسناديو، داني بويل.
- 1 يناير – ضوء الأحد من إخراج خوسيه لويس غارثي.
- 1 يناير – مانوليت من إخراج Menno Meyjes [الإنجليزية]‏.
- 1 يناير – ميجيل وويليام من إخراج Inés París  [لغات أخرى]‏.
- 9 فبراير – هدف 2 من إخراج جومي كوليت سيرا.
- 20 سبتمبر – زمن الجرائم من إخراج ناتشو فيجالوندو.
- 23 نوفمبر – التسجيل من إخراج باكو بلازا، جيوم بلاجويرو.

## برامج ومسلسلات وأنمي
- إل إسبانيول دي لا إستوريا

## وفيات

### فبراير
- 16 فبراير – ألفونسو سيلفا (مواليد 1926) لاعب كرة قدم إسباني.

### أبريل
- 7 أبريل – ماريانو غونزالفو (مواليد 1922) لاعب كرة قدم إسباني.

### يوليو
- 12 يوليو – خوسي إغليسياس (مواليد 1926)

### أغسطس
- 28 أغسطس – أنتونيو بويرتا (مواليد 1984) لاعب كرة قدم إسباني.
- 28 أغسطس – فرانسيسكو أومبرال (مواليد 1935) كاتب إسباني.